# Erich Hamann
Erich Hamann est un footballeur est-allemand, né le 27 novembre 1944 à Pasewalk.

## Biographie
En tant que milieu de terrain, il international est-allemand à 3 reprises (1969-1974) pour aucun but inscrit.
Son premier match en sélection fut le 22 juin 1969, à Magdebourg, contre le Chili, qui se solda par une défaite (0-1). Il faudra attendre 5 ans avant de le revoir en sélection.
Il fut sélectionné pour la Coupe du monde de football de 1974, en RFA. Il fut remplaçant contre la RFA et titulaire contre le Brésil. Dans le match, contre la RFA, il fit la passe décisive pour le but de Jürgen Sparwasser, à la 77e minute, ce qui sera le score final (1-0). Contre le Brésil, il reçoit un carton jaune, ce qui sera son dernier match avec la sélection.
Il joua dans 3 clubs est-allemands : SC Neubrandenburg, FC Stahl Eisenhüttenstadt et le FC Vorwärts Francfort. 
Avec le premier, il remporta une D2 est-allemande en 1964. Avec le second, il ne remporte rien. Avec le troisième, il fut champion de RDA en 1969 et vainqueur de la Coupe de RDA en 1970.
Il fut de 1982 à 1989 le sélectionneur adjoint pour les moins de 21 ans du Vietnam.

## Clubs
- 1960-1966 :  SC Neubrandenburg
- 1966 :  FC Stahl Eisenhüttenstadt
- 1967-1976 :  FC Viktoria Francfort

## Palmarès
- Championnat de RDA de football D2

- - Champion en 1964
- Championnat de RDA de football
  - Champion en 1969
  - Vice-champion en 1970
- Coupe d'Allemagne de l'Est de football
  - Vainqueur en 1970
  - Finaliste en 1976